# Escudo de la provincia de Huelva

Representación para Wikipedia del escudo de la Provincia de Huelva.

El escudo de la Provincia de Huelva tiene la siguiente descripción:

Dos escudos ovales acolados. El diestro, de azur, un recinto fortificado de oro mamposteado y aclarado de sable donde se aprecia un muro y tres torres nacientes, una de ellas rematada en cuerpo prismático, cubierta de diferentes tamaños. En su bordura de oro aparece, en sable, la inscripción PORTUS MARIS ET TERRE CUSTODIA; el siniestro, de azur, tres naves ordenadas, de plata, sombreadas de sable, entre dos globos terráqueos de oro, con paralelos y meridianos de sable nacientes de los flancos. Bordura de oro parcialmente rayada en sable. En punta, al exterior, en oro, el báculo alado de Mercurio, con sus dos sierpes en sable y la cornucopia, rematada en ramas de sinople, ambos sombreados de sable. Sobre los óvalos, al exterior, ramas de laurel en sinople. Al timbre, dos coronas reales cerradas.

El escudo de la Provincia de Huelva fue aprobado por Resolución de 5 de octubre de 2010, de la Dirección General de Administración Local, por la que se admite la inscripción en el Registro Andaluz de Entidades Locales del escudo y la bandera de la provincia de Huelva.
La Ciudad de Huelva posee su escudo y bandera propios.